# The Last Command (film din 1928)
The Last Command este un film mut american din 1928, regizat de Josef von Sternberg și scris de John F. Goodrich și Herman J. Mankiewicz după o poveste de Lajos Bíró. Actorul Emil Jannings a câștigat primul premiu Oscar pentru cel mai bun actor într-un rol principal în cadrul ceremoniei din 1929 pentru performanțele sale din acest film și din The Way of All Flesh, singurul an în care au fost luate în considerate mai multe roluri. În 2006, filmul a fost ales de Biblioteca Congresului pentru păstrare în National Film Registry al Statelor Unite pentru că este „important din punct de vedere cultural, istoric sau estetic”.  În alte roluri au fost distribuiți Evelyn Brent și William Powell.

## Rezumat
Un fost general imperial rus și văr al țarului ajunge la Hollywood ca un actor de fundal într-un film regizat de un fost revoluționar.

## Distribuție
- Emil Jannings - Marele Duce Sergius Alexander
- Evelyn Brent - Natalie "Natacha" Dabrova
- William Powell - Leo Andreyev
- Jack Raymond - regizorul adjunct
- Nicholas Soussanin - adjunct
- Michael Visaroff - garda de corp
- Fritz Feld - revoluționar